# Conseil régional de Béni Mellal-Khénifra
Quartier administratif, Béni Mellal.
Le conseil régional de Béni Mellal-Khénifra est l'assemblée délibérante de la région marocaine Béni Mellal-Khénifra, collectivité territoriale décentralisée agissant sur le territoire régional. Il est composé de 58 conseillers régionaux élus pour 6 ans au suffrage universel direct et présidé par Adil Barakat depuis 2021.

## Siège
Le Conseil régional de Béni Mellal-Khénifra se trouve dans le quartier administratif de Béni Mellal

## Présidents
| Période   | Président | Président      | Parti | Parti |
| --------- | --------- | -------------- | ----- | ----- |
| 2015-2021 |           | Brahim Mojahid |       | PAM   |
| 2021-     |           | Adil Barakat   |       | PAM   |

## Commissions
Conformément à l’article 45 du règlement intérieur, le conseil régional a créé sept commissions permanentes dont les attributions sont définies par l’article 46 du même règlement.
- Commission du budget, des finances et de la programmation, présidée par Al Hassan Amri (USFP)
- Commission de l’aménagement du territoire, présidée par Hassan Allaoui (PI)
- Commission du développement social, culturel de l'éducation et de la formation, présidée par Mohamed Hanine (RNI)
- Commission des relations extérieures, de la coopération et de la communication, présidée par Essaid Rachid (PJD)
- Commission du développement rural et du tourisme de montagne, présidée par Abderrahim El Allafi (MP)
- Commission de l’agriculture, de l'eau, de l'irrigation et de la prévention des risques, présidée par El Mostafa El Abid (RNI)
- Commission du développement économique, de l'environnement et de la santé, présidée par Abdesslem Zahri (USFP)

## Composition

### Groupes politiques actuels
Les 58 conseillers régionaux élus jusqu'en 2021 se répartissent ainsi :
| Groupe | Groupe                                  | Élus | Président de groupe | Statut     |
| ------ | --------------------------------------- | ---- | ------------------- | ---------- |
|        | Union socialiste des forces populaires  | 10   | Mustapha Bouroua    | Majorité   |
|        | Authenticité et modernité               | 9    | Mustapha Slisli     | Majorité   |
|        | Istiqlal                                | 7    | Driss Bouchentouf   | Majorité   |
|        | Rassemblement national des indépendants | 6    | Mohammed Melhaoui   | Majorité   |
|        | Union constitutionnelle                 | 4    | Mohammed Melhaoui   | Majorité   |
|        | Mouvement populaire                     | 12   | Salim Kamaran       | Opposition |
|        | Parti de la justice et du développement | 10   | El Mostafa Guerab   | Opposition |

#### Historique
| Groupe | Groupe                                  | 2015 |
| ------ | --------------------------------------- | ---- |
|        | Union socialiste des forces populaires  | 10   |
|        | Authenticité et modernité               | 9    |
|        | Istiqlal                                | 7    |
|        | Rassemblement national des indépendants | 6    |
|        | Union constitutionnelle                 | 4    |
|        | Mouvement populaire                     | 12   |
|        | Parti de la justice et du développement | 9    |
|        | Parti du progrès et du socialisme       | 1    |